# Валя-Лупулуй (комуна)
Валя-Лупулуй (рум. Valea Lupului) — комуна у повіті Ясси в Румунії. До складу комуни входить єдине село Валя-Лупулуй.
Комуна розташована на відстані 323 км на північ від Бухареста, 6 км на захід від Ясс.

## Населення
У 2009 року у комуні проживали 4263 особи.